# 横山秀夫サスペンス 三ツ鐘署シリーズ「深追い」
『横山秀夫サスペンス 三ツ鐘署シリーズ「深追い」』（よこやまひでおサスペンス みつがねしょシリーズ ふかおい）は、横山秀夫の日本の短編推理小説を原作とした単発テレビドラマ。主演は椎名桔平。

## あらすじ
神奈川県警察の警察官、秋葉和彦警部補（椎名桔平）はかつて「県警交通機動隊のエース」と呼ばれるほどの優れた白バイ隊員だった。しかしさかのぼること3年前、警ら中だった秋葉は暴走車両を発見し追跡したところ、運転手が操作を誤り車は横転爆発し運転手は死亡した。白バイ追跡中の起きた事故だったがためマスコミは秋葉の行動を「深追い」と非難。その責任を取らされ、交通機動隊から郊外にある三ツ鐘警察署の交通課事故処理係への異動（事実上の左遷）になった。単調な仕事と官舎が署の敷地内にありプライベートが一切ない生活に辟易していたある日、三ツ鐘署管内でトラックと自転車による事故が発生。自転車の男性は病院に搬送されたものの間もなく死亡した。身元調査で男性は高田（酒井敏也）という男で、高田の妻は秋葉の初恋相手、明子（羽田美智子）だった。そんな中、秋葉は事故現場に落ちているポケベルに気づく。拾ってみるとやがてポケベルが震え「コンヤハ カレー デス（今夜はカレーです）」というメッセージが書かれていた。秋葉は事故の遺留品であるにもかかわらずポケベルを懐にしまい思い切って彼女に会いに行く。その後もポケベルが鳴るたび明子の家を訪れては明子と明子の一人娘と交流を深めていくが、やがて真実にたどり着く。

## 登場人物

### 主要人物
秋葉 和彦（あきば かずひこ）- 演：椎名桔平
神奈川県警三ツ鐘警察署交通課事故調査係主任。階級は警部補。かつて「県警交通機動隊のエース」と呼ばれたほどの白バイ隊員だったものの、不審車両が秋葉の追跡中に横転爆発事故を起こしてしまいマスコミに「深追い」をバッシングされ、県警組織の体面を守るために責任を負わされ三ツ鐘署に異動となった。管内で発生した事故捜査中に偶然かつての初恋相手である明子と再会し、やがて彼女に浸ってゆく。
高田 明子（たかだ あきこ）- 演：羽田美智子
秋葉の初恋の相手であり、現在は専業主婦で娘が一人いる。夫が事故にあい他界してもなお、高田の持っているポケベルに夕飯のメニューを送り続けている。

### その他
- 三ッ鐘警察署署長 山根善郎 - 平泉成
- 三ッ鐘警察署次長 菊池武史 - 山田辰夫
- 三ッ鐘警察署 交通課 - 小野真弓
- 三ッ鐘警察署 地域課 - 野口雅之
- 三ッ鐘警察署員 - 金山一彦
- 三ッ鐘警察署 地域課 - 森下能幸
- 三ッ鐘警察署 交通課 - キムラ緑子
- 神奈川県警本部 警務部長 今井智親 - 寺田農
- 神奈川県警本部 警務部 監察官 警視 福本敏久 - 嶋田久作
- 居酒屋の女将 - 余貴美子
- 押髪さと子（中高時代の明子の親友） - 中島ひろ子
- サプリファーム 営業部長 片桐良和（明子の不倫相手） - 五代高之
- 高田（明子の夫） - 酒井敏也

## スタッフ
- 監督：榎戸耕史
- 原作：横山秀夫（『深追い』実業之日本社刊）
- プロデューサー：越智貞夫、杉本明千世
- 脚本：窪田信介
- 撮影：山本博俊
- 照明：大塚基夫
- 音声：冨田健吾
- VE：竹若章
- 編集：山田宏司
- ライン編集：原田文睦
- MA：堀田元子
- 選曲・効果：山本文勝
- 美術プロデューサー：津留啓亮
- 美術進行：森田智弘
- 装飾：高橋寛
- 持道具：長尾美由紀
- ヘア・メイク：横瀬由美
- 衣裳：中村忍
- スタイリスト：梶原寛子
- 助監督：長谷川康
- スクリプター：今村治子
- 制作担当：久家豊
- 制作主任：棚瀬雅俊
- エフェクト：小林正巳
- スチール：森田俊明
- タイトル文字：越智紫
- 製作：コブラピクチャーズ、TBS